# Petit Muveran
Petit Muveran är en bergstopp i Schweiz. Den ligger i distriktet Aigle och kantonen Vaud, i den sydvästra delen av landet, 80 km söder om huvudstaden Bern. Toppen på Petit Muveran är 2 810 meter över havet.